# Taichi (Rapper)

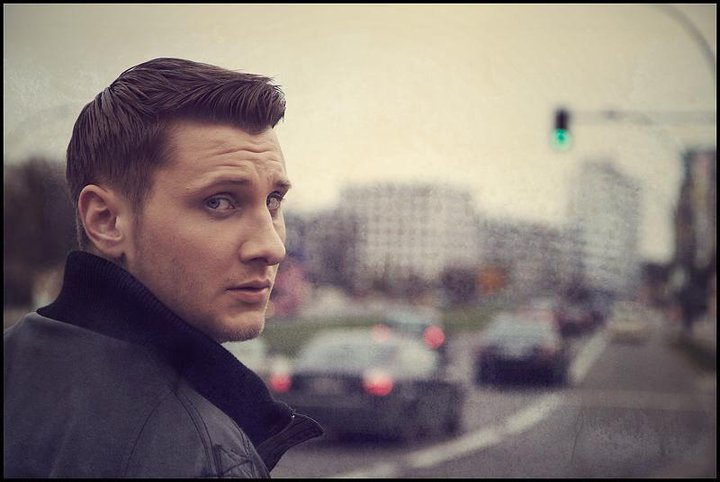
Rapper Taichi

Taichi (auch Tightchiaua, Taijihad, Taichingiskahn, Taiwahn, Taiger, bürgerlich Aimo Brookmann; * 29. Januar 1984 in Montpellier) ist ein Rapper aus Berlin. Taichi ist Geschäftsführer des Labels „mein Label“, über das er auch seine eigenen Tonträger veröffentlicht. 2013 gründete Aimo Brookmann das YouTube Multi Channel Network vidsum.com mit dem Schwerpunkt Musik und betreut dort diverse internationale und nationale Musiker auf YouTube.

## Leben

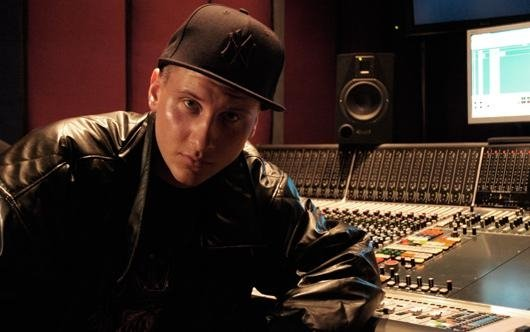
Taichi im Studio

Taichi lebt seit dem ersten Lebensjahr in Berlin. Er wuchs im amerikanisch dominierten Zehlendorf in der sogenannten „Ami-Siedlung“ auf. Als Kind spielte er Baseball mit Kindern amerikanischer Soldaten und so entstand auch schnell eine Vorliebe für Rapmusik. Sein erstes Album Schwerer Shit nahm er mit Michael Mic auf. Es wurde auf dem selbst gegründeten „mein Label“ in Eigenregie herausgebracht. Anfang 2004 löste sich „mein Label“ vorerst auf und Taichi konzentrierte sich auf sein erstes Soloalbum. Legende von Morgen  wurde 2004 bei Krasscore Records herausgebracht. Ein Jahr später entstand das zweite Soloalbum Schnell Imbiz.
Bei seinem dritten Album Top Story, das 2006 herauskam, arbeitete er mit den Produzenten Djorkaeff & Yanek zusammen. Im November 2006 trennten sich Taichi und Krasscore Records. Sein viertes Album Aussenseiter! wird wieder von „mein Label“ herausgebracht. Am 26. September 2008 erschien Therapie ebenfalls über mein Label. Mit dem Video der Single Endgültig erreichte Taichi den dritten Platz der MTV TRL Urban Charts.
Seit 2010 ist er Pate des Projekts „HipHop geht anders! e. V.“, welches an Schulen die vier Elemente des HipHop an Schüler weitergeben soll.
Am 30. März 2012 ist der erste Teil seiner EP-Trilogie erschienen. Verblendung enthält fünf Tracks und hat mit dem Song Weisheit auf Papier die erste Videoauskopplung daraus erhalten. Weitere Videos sind Vergessen wie Sie hieß, Lass mich fliegen, Taichis Beitrag zum AGGRO.TV Format Halt die Fresse, sowie Bereue nichts.
Am 25. Mai 2012 erschien der zweite Teil der EP-Trilogie Verdammnis mit ebenfalls 5 Tracks und der ersten Videoauskopplung Atlantis. Des Weiteren war Taichi auf Pilgerreise auf dem Jakobsweg und hat in seinem Videotagebuch seine täglichen Erfahrungen festgehalten. Dieses Videotagebuch ist auf seinem YouTube-Kanal zu finden.

## Diskografie

### Alben
| Cover | Titel               | Jahr | Kommentar                                                 |
| ----- | ------------------- | ---- | --------------------------------------------------------- |
|       | Legende von Morgen  | 2004 | Soloalbum                                                 |
|       | Schnell Imbiz       | 2005 | Soloalbum                                                 |
|       | Top Story           | 2006 | Soloalbum                                                 |
|       | Aussenseiter        | 2007 | Soloalbum                                                 |
|       | Therapie            | 2008 | Soloalbum                                                 |
|       | Lost Songs 1        | 2009 | Mixtape mit unveröffentlichtem Material von 2003 bis 2009 |
|       | Blutsbrüder         | 2009 | Kollaboalbum mit Jaime                                    |
|       | Lost Songs 2        | 2010 | Mixtape mit unveröffentlichtem Material von 2003 bis 2010 |
|       | Schneckenhauseffekt | 2015 | Als Aimo Brookmann                                        |

### EPs
| Cover | Titel       | Jahr | Kommentar |
| ----- | ----------- | ---- | --------- |
|       | Verblendung | 2012 | EP        |
|       | Verdammnis  | 2012 | EP        |

### Singles
| Cover | Titel                         | Jahr | Kommentar |
| ----- | ----------------------------- | ---- | --------- |
|       | PSSST!                        | 2006 | E-Single  |
|       | Anders als Ihr                | 2007 | E-Single  |
|       | Endgültig                     | 2008 | E-Single  |
|       | Minirock                      | 2009 | E-Single  |
|       | Allein ft. Pflegekraft Manuel | 2025 | E-Single  |
|       | Chab ft. Pflegekraft Manuel   | 2025 | E-Single  |

### Sonstige
- 2003: Schwerer Shit (mit Michael Mic – Mixtape)
- 2005: Meine Zeit (Juice Eclusive! auf Juice-CD #59)
- 2006: Aktion Sorgenkind (kostenlose EP)
- 2006: Lebenswerk (Juice Eclusive! auf Juice-CD #67)
- 2006: 52 Bars (Freetrack)
- 2007: Lauf (Juice Eclusive! auf Juice-CD #72)
- 2007: Show must go on (Freetrack)
- 2008: Meine Welt (Juice Eclusive! auf Juice-CD #84)
- 2008: KackVogelFave (Disstrack gegen Favorite)
- 2008: Flieg nicht so hoch (Disstrack gegen Favorite)
- 2008: Rücken zur Wand (Freetrack)
- 2008: V wie Vendetta (Freetrack)
- 2008: Maschinengewehr (Juice Eclusive! auf Juice-CD #92)
- 2009: Boomerangeffekt (feat. MestOne) (Freetrack)
- 2010: Ein Augenblick (Freetrack)
- 2010: Ich weiß nicht (Freetrack)
- 2010: Entschuldigung (Freetrack)